# Жан-Леон Жером
Жан-Леон Жером (на френски: Jean-Léon Gérôme) е френски художник и скулптор (1824 – 1904), представител на стила академизъм, но понякога определян като последовател на стила „неогрек“. Картините му представят главно антични сюжети и такива от мюсюлманския изток. В края на живота си се заема дори със скулптура, за да придаде повече плътност на изображенията. Известен привърженик на реализма, той се противопоставя на модерното течение на импресионистите, поради което е считан за консервативен и неспособен да се промени. По същата причина през ХХ в. е почти забравен или споменаван само като лош пример.
Редица картини на Жером стават популярни и предпочитани при визуализация на историята.

## Биография
Роден е на 11 май 1824 г. във Везул, департамент Горна Сона, в семейство на ювелир. Още като ученик проявява талант в художествените изкуства и е забелязан от известния историк на изкуството Пол Дьоларош. Ето защо баща му не го спира да отиде в Париж (1841) да се учи при най-добрите майстори на четката. Отпуска му и издръжка от 1000 франка на година, което не е малка сума. Още първата картина на Жером „Глава на момче“ показва големите бъдещи заложби на художника. През 1844 г. Дьоларош прекратява преподаването и прехвърля ученика си при швейцареца Шарл Глер, учител също и на Реноар и Моне. Жером обаче не се повлиява много от него и започва да създава свой стил. През 1846 г. Жером завършва първата си голяма творба – „Млади гърци се забавляват с бой с петли“, която не се посреща добре. Критиците отчитат, че женската фигура е несъразмерна, а че мъжката е по-сполучлива, но на голямо платно всички недостатъци се виждат твърде добре.
Февруарската революция от 1848 г. е единственият случай, когато Жером участва в политиката. След установяването на втората република участва и в един конкурс за картина, която да се постави на мястото на кралския портрет. Скоро след това се заплита в скандал, защото творбата „Гръцки интериор“ е наситена с провокативна голота. Макар че е изложена в музей, тя е свалена след остра критика. Неочаквано обаче президентът Луи Наполеон я купува, с което прави огромна чест на младия художник. Този момент показва още веднъж крайно различните вкусове на френските обществени групи.
През 1855 г. Франция става домакин на световно изложение, в което значително място имат изкуствата. Жером ходатайства да му възложат създаването на картина, която алегорично да възхвали събитието. Решава да пресъздаде „Векът на Август“ и да вплете в него раждането на Исус, за което получава 20 000 франка. Критиката отново не е във възторг, защото смята, че раждането на Бог е принизено. Единствената положителна оценка идва от Теофил Готие. С тази картина започва златната епоха за Жером. Следват множество картини, посветени на източните култури и вдъхновени от пътешествието му в Египет през 1856 г. Този период на „ориентализъм“ е много характерен за художника.
Една от най-известните картини на Жером е „Фрина пред Ареопага“ (1861), базирана на античната история. Според легендата скулпторът изваял статуя на Афродита, гледайки любимата си Фрина. Това било прието за кощунство и той решил да докаже на ареопага че Фрина е достойна за модел на богиня. Още няколко картини от 60-те години продължават темата за античността: „Цезар и Клеопатра“, „Смъртта на Цезар“. След Френско-пруската война Жером създава своя художествена школа, продължава много да пътува (Сирия, Турция, Йерусалим), рисува за всяко ново световно изложение. Отдава се и на скулптурата – първата му статуя е „Гладиатор“, но по-известна става „Танагра“.

## Последни дни и памет
През 80-те години на ХІХ в. Жером вижда появата на импресионизма, но не може да преодолее привързаността си към реалистичните изображения. Той е един от онези академични художници, които поддържат старата романтична школа. Действията му включват статии и публични изявления, които неведнъж го забъркват в скандали. Постепенно изпада в изолация, става демоде и умира 10 януари 1904 г. в Париж без много привърженици и приятели.
Един от първите явни критици на картините на Жан-Леон Жером е Емил Зола, който заявява, че при него „сюжетът е всичко, а живописта – нищо“. Творчеството му се приема за „салонно изкуство“, което задоволява примитивни вкусове и е създадено на занаятчийско ниво. Заклеймен през следващите десетилетия във Франция, Жером обаче става популярен в САЩ, където много от картините му са придобити от частни колекционери. Тъкмо там започва реабилитирането му – с книгите на Джералд Акерман и Лоранс де Кар. Днес в музей Орсе в Париж има подробна енциклопедична справка и представяне на творбите му.

## Галерия
- Аве Цезар! Моритури те салутант!
- Жером, творецът и неговият модел (автопортрет, който показва създаването на скулптурата Танагра)
- Продавачът на килими (1887)
- Фрина пред Ареопага (1861)
- Прием на Великия Конде във Версай (1878)
- Смъртта на Цезар
- Последна молитва на християнските мъченици (ок. 1883)
- Векът на Август и раждането на Исус (ок. 1854)
- Гръцки интериор (1850)
- Млади гърци се забавляват с бой с петли (1846)
- Затворникът е типичен пример за източното влияние върху Жером